# Doornroggen
Doornroggen (Urolophidae) zijn een familie van roggen uit de orde Myliobatiformes. Ze komen voor in alle gematigde en tropische oceanen. De meeste soorten hebben een giftige stekel op de staart. FishBase onderscheidt binnen deze familie drie geslachten. De geslachten Urobatis en Urotrygon uit de familie Urotrygonidae worden soms ook tot deze familie gerekend.

## Taxonomie
- Familie: Urolophidae (Doornroggen)
  - Geslacht: Spinilophus (Yearsley & Last, 2016)
  - Geslacht: Trygonoptera (Müller & Henle, 1841)
  -  Geslacht: Urolophus (Müller & Henle, 1837)

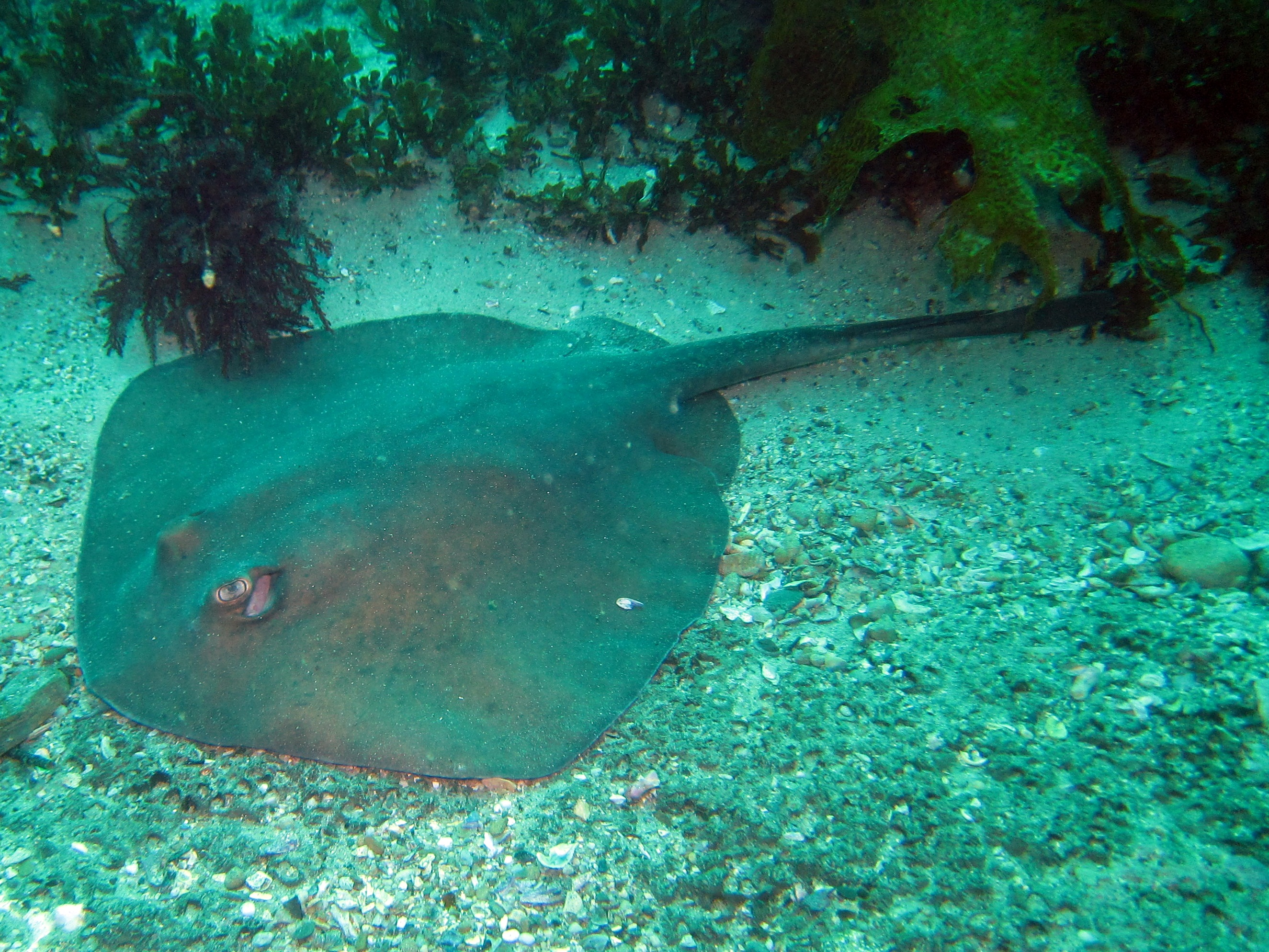
Trygonoptera imitata
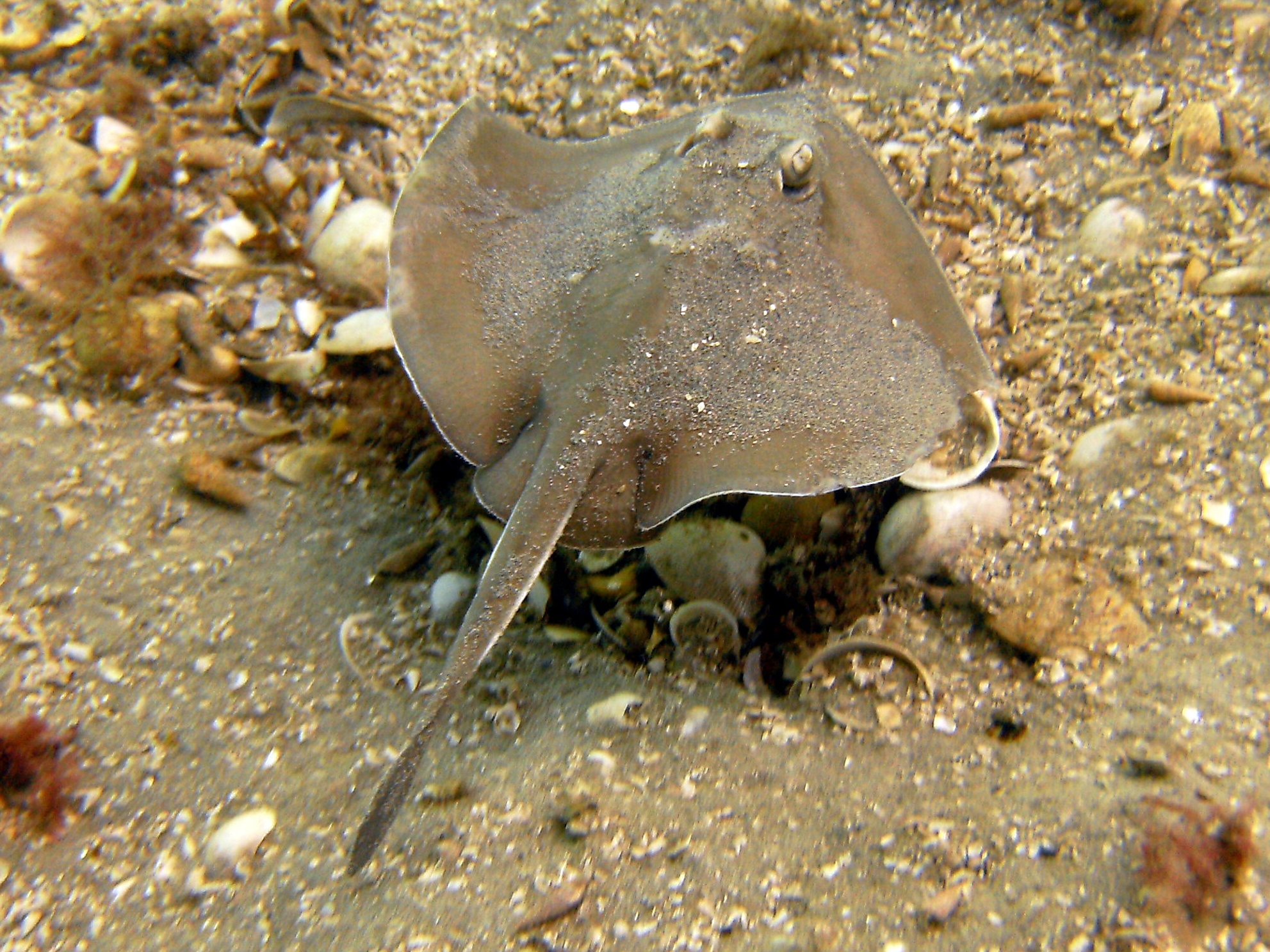
Witgevlekte doornrog, Urolophus paucimaculatus